# Eiji Hashimoto (claveciniste)
Pour les articles homonymes, voir Hashimoto.
Eiji Hashimoto, né le 7 août 1931 à Tokyo et mort le 14 janvier 2021 à Cincinnati,, est un claveciniste, chef d'orchestre et professeur de musique classique japonais.

## Biographie
Eiji Hashimoto, claveciniste, effectue sa formation musicale à l'université de Tokyo ainsi qu'à celle de Yale, dont il est diplômé. Il fait ses débuts à New York dans un programme baroque à Town Hall en février 1964 et reçoit une critique positive lors de ses concerts où il interprète notamment Rameau et Scarlatti. Il est professeur de musique à l'université de Cincinnati. 
Ralph Kirkpatrick fut son professeur à Yale et son mentor.

## Publications
Éditions et annotations d'Eiji Hashimoto.
- Carl Philipp Emanuel Bach, Six sonates. Zen-on Music, 1984 ; rééd. G. Schirmer, 1988 (OCLC 456375711)
- Jean-Baptiste Lœillet, Pièces de clavecin. Heugel/A. Leduc, coll. « Le Pupitre », 1985 (OCLC 605370377)
- Domenico Scarlatti, 90 sonates. 3 volumes. Tokyo, Zen-On Music, 1999 ; rééd. Dover, 2012 (OCLC 41595519 et 815611668)
  - Volume I  (ISBN 978-0486486086)
  - Volume II  (ISBN 978-0486486161)
  - Volume III  (ISBN 978-0486486178)

## Discographie
- Rameau, Œuvres pour clavecin - sur un instrument de Barbara & Thomas Wolf 1991, d'après Taskin (19-21 mai 1995, Centaur CRC 2579) (OCLC 934511753)
- Haendel, Suites pour clavecin nos 3 et 7 ; Scarlatti : Sonates K. 9, K. 141, 246, 247, 511, 512, 532 et 533 (1988, Camerata) (OCLC 20285445)
- Scarlatti, 18 sonates : K. 26, 99, 100, 211, 212, 248, 249, 298, 299, 380, 381, 424, 425, 468, 469, 485, 486 et 487 (1996, Klavier) (OCLC 34598945)